# Erich Selbmann

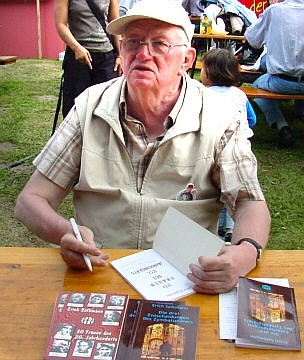
Erich Selbmann

Erich Selbmann (ur. 2 września 1926 w Lauterbach, zm. 29 kwietnia 2006) – niemiecki dziennikarz.
Urodził się w roku 1926 jako syn późniejszego ministra środowiska w czasach NRD Fritza Selbmanna. Po przedwczesnej śmierci matki i aresztowaniu ojca ze względów politycznych, od 6. roku życia wychowywany był przez przyjaciół rodziny. Jako nastolatek był członkiem grupy oporu; później trafił do Wehrmachtu, skąd dostał się do sowieckiego, a następnie polskiego obozu dla jeńców wojennych.
Po swoim powrocie do Niemiec w roku 1946 studiował publicystykę i otrzymał stanowisko w telewizji MDR. W latach 1953 – 1955 pełnił funkcję szefa niemieckiego radia publicznego (niem. Deutschlandsender), a 3 lata później objął posadę kierownika radia Berliner Rundfunk. W latach 1959 – 1964 pracował jako sekretarz berlińskiej SED. Od 1964 do 1966 roku był moskiewskim korespondentem Aktuelle Kamera, programu informacyjnego państwowej telewizji NRD, którym kierował potem w latach 1966 – 1978.